# Dury (Somme)
Dury je francouzská obec v departementu Somme v regionu Hauts-de-France. V roce 2012 zde žilo 1 222 obyvatel.

## Sousední obce
Amiens, Hébécourt, Saint-Fuscien, Saleux, Salouël, Vers-sur-Selles

## Vývoj počtu obyvatel
Počet obyvatel